# 方可權
方可權（16世紀—17世紀），字惟中，號浮邱，南直隸徽州府績溪縣人，明朝政治人物。

## 生平
方可權是萬曆十六年（1588年）戊子科應天鄉試舉人，授泌陽教諭，負責山東鄉試有得士稱譽，陞任江西星子知縣，在當地革除耗羨、寬免賦稅、多方儲糧，又設置船隻救助溺水著，以官造哨船代替徭役，日用物資都依民償，在任內去世，遺下的行李蕭然，縣內士紳度籌款為他舉行喪事，人民哀慕，入祀名宦祠。

## 引用
1. 1 2  嘉慶《績溪縣志·卷十·人物志》：方可權 字惟中，號浮邱，□□人，萬厯戊子舉人，授河南泌陽縣教諭，癸卯分校山東，有得士之稱。陞江西星子知縣，革耗羨、蠲贖緩、□給發、裁供□、廣儲粟目，多置船以救溺、官造哨船以代徭役，日用所需俱依民償，卒於官，囊橐蕭然，紳紟共共賻、士民哀慕，崇祀名宦。